# 금성면 (의성군)
금성면(金城面)은 대한민국 경상북도 의성군의 면이다. 넓이는 74.5km2이고, 인구는 2012년 기준으로 4,872명이다. 천연기념물 제373호인 의성 제오리 공룡발자국화석 산지가 있고, 조문국의 도읍지이기도 했다. 지역 출신 인물로는 비뇨기 계통의 세계적 권위자인 서울대학교 의과대학 오승준 교수 등이 있다.

## 행정 구역
- 개일리
- 구련리
- 대리1리, 2리, 3리, 4리
- 도경1리, 2리, 3리, 4리
- 만천리
- 명덕리
- 산운1리, 2리
- 수정리
- 운곡리
- 제오리
- 청로리
- 초전1리, 초전2리
- 탑리1리, 2리, 3리, 4리
- 하리
- 학미리

## 관광
- 금성산
- 금성탑리시장
- 경덕왕릉
- 탑리리 오층석탑
- 제오리 화석산지

## 교통
- 탑리시외버스터미널
- 중앙선 탑리역 - 2024년 12월 21일 폐역

## 교육
- 금성초등학교 (대리리)
  - 도경분교 (폐교) : 금성면 도경1길 18 (도경리) (1975~2009)
  - 조문분교 (폐교) : 금성면 초전1길 83 (초전리) (1899~1924)
- 상천초등학교 (폐교) : 금성면 제오1길 50 (제오리) (1954~2000)
- 청로초등학교 (폐교) : 금성면 동부로 2018-19 (청로리 1022-2) (1921~1989)
- 금성중학교 (탑리리)
- 탑리여자중학교 (탑리리)
- 금성고등학교 (탑리리)